# アルフォンソ・エスコバル
アルフォンソ・エスコバル（Alfonso Escobar、1997年8月17日 - ）は、スーペル・ラグビー・アメリカス、セルクナムに所属するラグビーユニオン選手。

## プロフィール
- チリ出身[1]。
- ポジションはフランカー(FL)。
- 身長 185cm、体重 98kg
- 7人制チリ代表に選ばれたことがある[2]。
- チリ代表キャップは27（2024年12月現在）でラグビーワールドカップ2023のチリ代表に選ばれた[3]。

## 略歴
2020年、セルクナムに加入。